# ジャズの王族

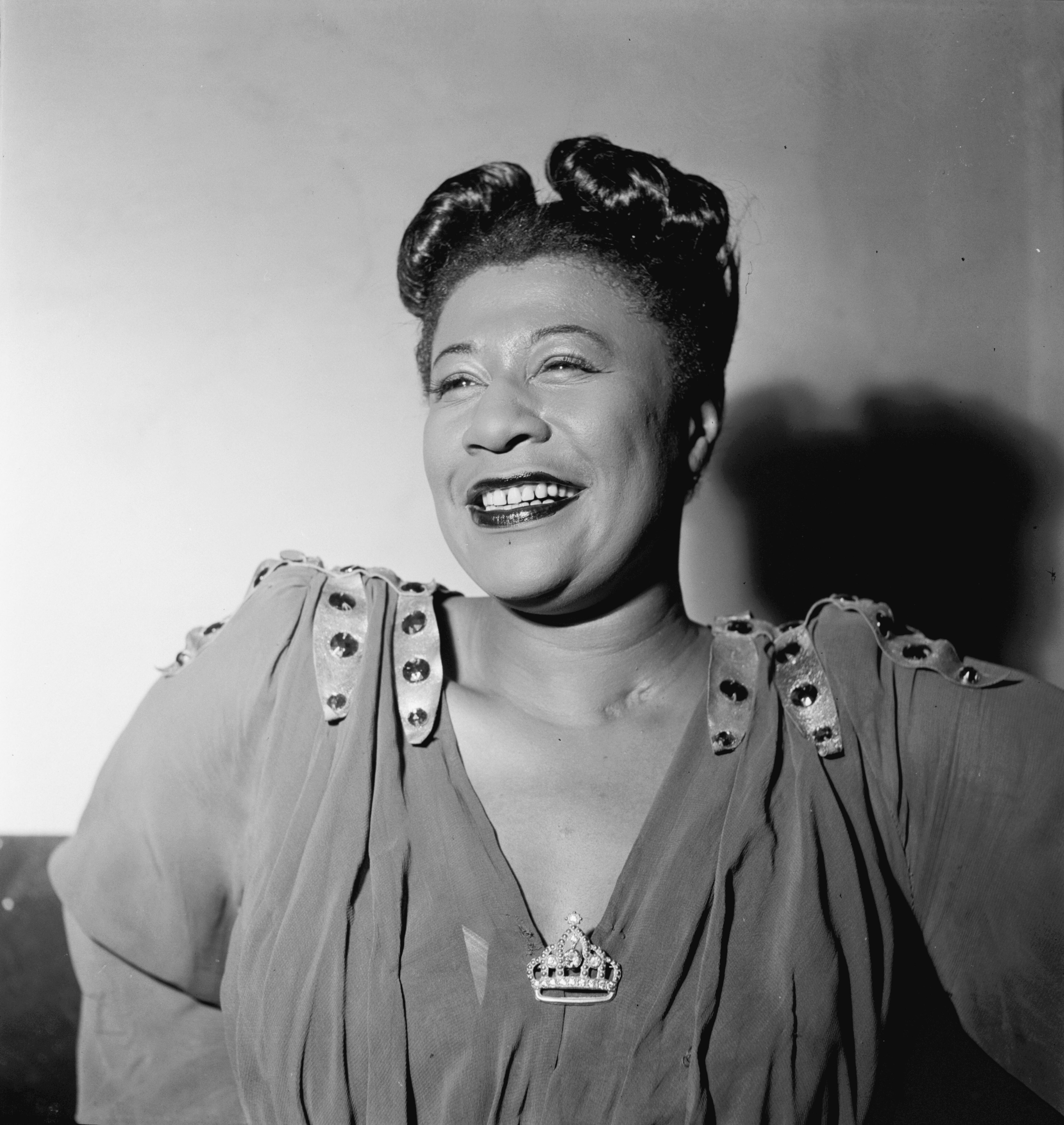
ジャズ歌手エラ・フィッツジェラルドは「ジャズの女王」のニックネームがつけられた。

ジャズの王族（Jazz royalty）は、非常に音楽的才能があることから、ニックネームとしての敬称である「貴族」または「王室」の称号を非公式に与えられた多くのジャズ・ミュージシャンたちを含む用語。ジャズ・ミュージシャンの名前に敬称を付ける慣習は、このジャンルが一般に「ジャズ」として知られる前となる20世紀初頭のニューオーリンズにまでさかのぼる。 

## 歴史
1920年代のニューヨークで、ポール・ホワイトマンが自分自身を「キング・オブ・ジャズ」と称し物議を醸した。多くのヒット・レコードを持つ彼の人気バンドは、間違いなくジャズ自体よりもジャズの影響を受けたポピュラー音楽を演奏していたためで、後に多くのジャズ・ファンが失望を見せたことで、ホワイトマンの自称する名前が行き詰まり、ホワイトマンと彼のバンドが主演する映画『キング・オブ・ジャズ』が1930年に登場することとなった。「キング・オブ・ジャズ」の通り名は、ホワイトマンが承認した楽器メーカーによって1923年に行われた売名行為だった。

## タイトル

### キング
- キング・ボールデン : バディ・ボールデン[3]
- キング・オブ・スウィング（スウィングの王様） : ベニー・グッドマン[4]
- キング・オリヴァー
- ナット・キング・コール

### クイーン
- クイーン・オブ・ジャズ（ジャズの女王） : エラ・フィッツジェラルド[5]
- エンプレス・オブ・ブルース（ブルースの女帝） : ベッシー・スミス[6]

### その他の王室の称号
- プリンス・オブ・ダークネス（暗闇の王子） : マイルス・デイヴィス[7][8]
- マハラジャ : オスカー・ピーターソン[9]
- デューク（公爵） : デューク・エリントン

### 非王族の貴族
- カウント（伯爵） : ウィリアム・ジェームズ・"カウント"・ベイシー

## 参照
- ポピュラー音楽における名誉な愛称